# Sojuz TMA-11
La Sojuz TMA-11 è una missione con equipaggio diretta verso la Stazione spaziale internazionale che ha portato in orbita l'equipaggio Expedition 16. È rientrata il 19 aprile 2008.
A causa di un malfunzionamento, il rientro nell'atmosfera è stato piuttosto violento: la velocità era molto elevata, il fumo incominciava ad entrare nella cabina, la navicella era fuori controllo e sarebbe potuta esplodere da un momento all'altro. Riprese controllo solo una volta rientrata completamente nell'atmosfera.
A causa di questo malfunzionamento l'atterraggio è avvenuto ad una distanza di 400 km dal punto previsto.

## Equipaggio
| Ruolo                | Equipaggio al lancio                                  | Equipaggio all'atterraggio                            |
| -------------------- | ----------------------------------------------------- | ----------------------------------------------------- |
| Comandante           | Jurij Malenčenko, Roscosmos Expedition 16 Quarto volo | Jurij Malenčenko, Roscosmos Expedition 16 Quarto volo |
| Ingegnere di volo 1  | Peggy Whitson, NASA Expedition 16 Secondo volo        | Peggy Whitson, NASA Expedition 16 Secondo volo        |
| Partecipante al volo | Sheikh Muszaphar, ANGKASA Primo volo                  | Yi So-yeon, KARI Primo volo                           |

### Equipaggio di riserva
| Ruolo                | Equipaggio                 | Equipaggio                 |
| -------------------- | -------------------------- | -------------------------- |
| Comandante           | Saližan Šaripov, Roscosmos | Saližan Šaripov, Roscosmos |
| Ingegnere di volo 1  | Michael Fincke, NASA       | Michael Fincke, NASA       |
| Partecipante al volo | Faiz bin Khaleed, ANGKASA  | Faiz bin Khaleed, ANGKASA  |